# 蔵王町総合運動公園

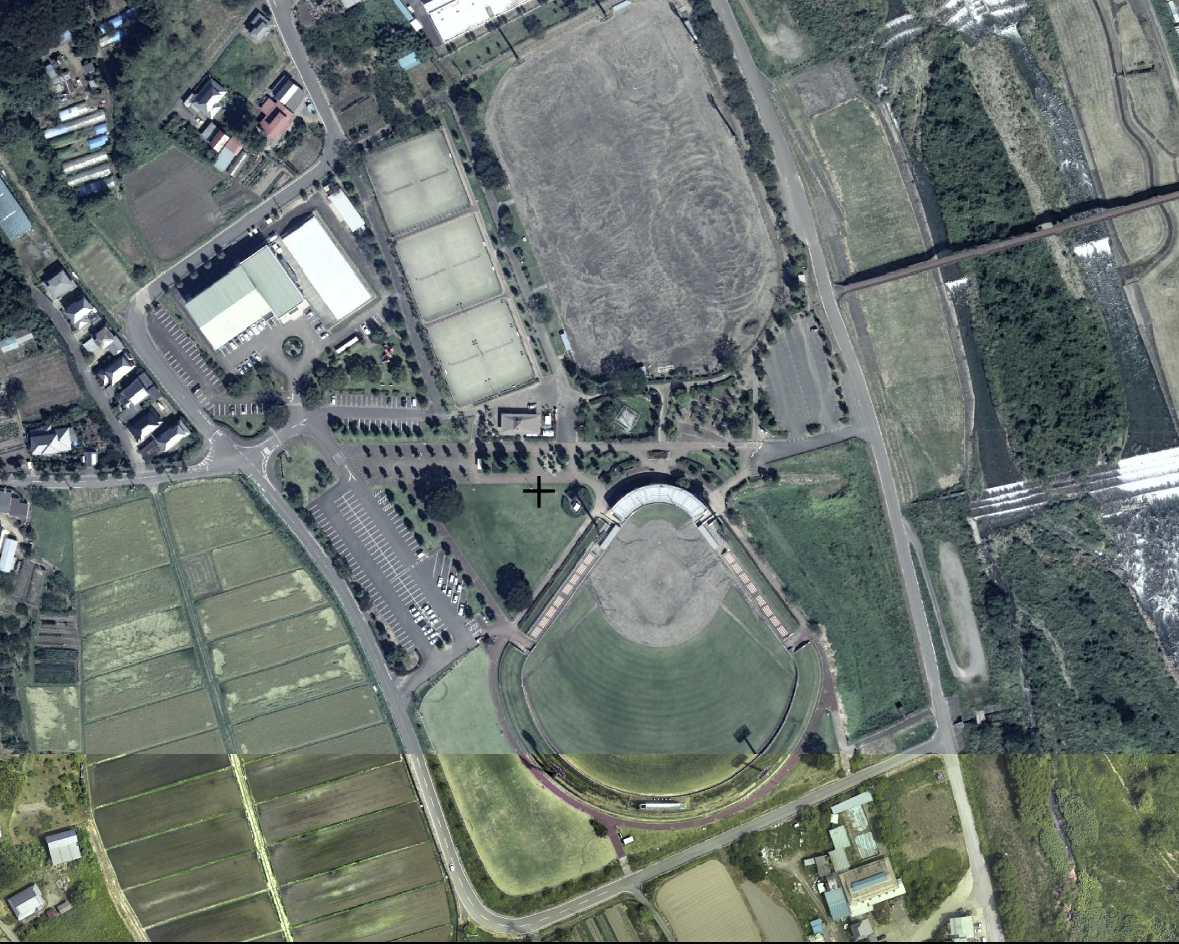
蔵王町総合運動公園

蔵王町総合運動公園（ざおうまちそうごううんどうこうえん）は、宮城県刈田郡蔵王町にあるスポーツ施設群を有する総合公園。1994年8月に開場。宮城県蔵王高等学校の南隣に隣接していることから、同校運動部の練習拠点にもなっている。
施設は蔵王町が所有・管理している。

## 公園内の主な施設
- 蔵王球場
- 蔵王町B&G海洋センター体育館
- 多目的広場（ソフトボールグラウンド2面も併設）
  - 砂のグラウンドではあるが陸上競技・サッカーができる広さがあり、ナイター照明で夜間も使用できる。
- プール
- テニスコート
- ゲートボール・グラウンドゴルフ場

## 交通
- JR東北本線大河原駅または白石駅よりミヤコーバス「遠刈田温泉行き」に乗り「曲竹（まがたけ）」下車すぐ
- 仙台駅より『仙台 - 村田・蔵王町線』に乗り、蔵王町ふるさと文化会館下車。徒歩10分
- 東北自動車道村田ICまたは白石ICより車で20分